# SEAT Exeo
SEAT Exeo (исп. [eɣˈseo]) — большой семейный автомобиль и флагманская модель, построенная испанским производителем автомобилей SEAT, дочерней компанией Volkswagen Group. Exeo — это Audi A4 (B7) с обновленной передней и задней частью.
Название Exeo, ранее носившее кодовое название Bolero (хотя не путать с более ранним концепт-каром SEAT с таким же названием) и внутреннее обозначение Typ 3R, происходит от латинского слова exire, означающего «выходить за рамки», что нарушает недавнюю традицию SEAT называть свой автомобиль. автомобили после испанских городов.
Этот автомобиль был доступен только в вариантах четырехдверный седан или пятидверный универсал. Производство Exeo закончилось в мае 2013 года, а окончательное производственное количество составило 81 552 экземпляра. Прямой замены не было.